# Habartov
Habartov (in tedesco Habersbirk) è una città della Repubblica Ceca facente parte del distretto di Sokolov, nella regione di Karlovy Vary.